# Adobe Creative Cloud
Adobe Creative Cloud (známé také jako Adobe CC) je balíček s více než 30 programy a službami, zaměřené na grafický design, úpravu videí, fotografie a vývoj webových stránek, od americké společnosti Adobe Inc. Zároveň uživateli poskytuje i Cloudové úložiště, celou řadu fontů, 3D assety, vektorovou grafiku nebo fotografie. Software nabízí aplikace ne jenom na počítače, ale nějaké programy i ve formě mobilních aplikací.

## Historie
Společnost Adobe poprvé oznámila Creative Cloud v říjnu 2011. Předchůdcem Creative Cloud byl Creative Suite, který vyšel na trh v roce 2003 a poslední aktualizace byly dostupné v roce 2012. V roce 2013 společnost Adobe oznámila, že Adobe Creative Suite už nebude poskytovat nové aktualizace a všechny budoucí aktualizace softwaru budou dostupné pouze přes Adobe Creative Cloud. Hlavním důvodem upgradu z Creative Suite na Creative Cloud byla možnost ukládání souboru do online prostředí, snadnější sdílení přes různé přístroje a možnost okamžité aktualizace po vydání.

## Podporované operační systémy
Aktuální Creative Cloud aplikace jsou podporované vždy nejnovějšími verzemi operačních systémů jak pro macOS tak Windows. Většina aplikací Creative Cloud 2023 je podporována těmito operačními systémy:
- Windows 11, Windows 10 – verze 21H1, 21H2, and 20H2
- macOS – 11 (Big Sur), 12 (Monterey), 13 (Ventura)[3]

### Výjimky
Jedna z výjimek je Substance 3D Modeler jako jediná aplikace z kolekce Substance 3D funguje pouze na Windows u operačních systémů macOS nebo Linux není podporována.

### Creative Cloud Web
Web Creative Cloud a další webové rozhraní jako Adobe Admin Console, byli vytvořeny aby byli kompatibilní s nejnovějšími verzemi Google Chrome, Safari, Firefox a Microsoft Edge. Některé funkce nemusí fungovat na starších verzích prohlížečů.